# Lambrechtshagen
Lambrechtshagen település Németországban, Mecklenburg-Elő-Pomeránia tartományban. Lakosainak száma 2955 fő (2023. december 31.). Lambrechtshagen Admannshagen-Bargeshagen, Rostock, Kritzmow, Stäbelow és Bartenshagen-Parkentin községekkel határos.

## Népesség
A település népességének változása:
| Lakosok száma | 2811 | 2855 | 2930 | 2961 | 2955 |
|               | 2017 | 2019 | 2021 | 2022 | 2023 |